# دراغان بوغافاتش
دراغان بوغافاتش (مواليد 7 أبريل 1980 في بييلو بولي - يوغوسلافيا) لاعب كرة قدم من الجبل الأسود يلعب حاليا لصالح نادي الدرجة الأولى ماينز الألماني منذ 2008 في مركز المهاجم .

## روابط خارجية
- دراغان بوغافاتش على موقع الاتحاد الأوربي (الإنجليزية)
- دراغان بوغافاتش على موقع قاعدة بيانات كرة القدم.إي يو (الإنجليزية)
- دراغان بوغافاتش على موقع بيانات كرة القدم. دي إي (الألمانية)
- دراغان بوغافاتش على موقع ناشيونال فوتبول تيمز (الإنجليزية)
- دراغان بوغافاتش على موقع Soccerway.com (الإنجليزية)
- دراغان بوغافاتش على موقع عالم كرة القدم.نت (الإنجليزية)
- دراغان بوغافاتش على موقع كووورة